# Лупи (Пескара)
Лупи (итал. Lupi) је насеље у Италији у округу Пескара, региону Абруцо.
Према процени из 2011. у насељу је живело 19 становника. Насеље се налази на надморској висини од 179 м.